# Isla Incahuasi
Die Isla Incahuasi ist eine Erhebung im Salzsee Salar de Uyuni im bolivianischen Hochland. Sie liegt im Municipio Tahua im Departamento Potosí. Nicht zu verwechseln ist die Insel mit der Isla del Pescado, die 23 km nordwestlich liegt; oft wird die Isla Incahuasi fälschlicherweise Isla del Pescado genannt.
Auf ihr befinden sich jahrhundertealte Kakteen der Art Leucostele atacamensis. Auf der Insel, einer der Hauptattraktionen der Region, befindet sich ein Fremdenverkehrszentrum. Die Insel wird bei den ein- und mehrtägigen Touren von Uyuni sowie auf den 3- bis 4-tägigen Touren von San Pedro de Atacama nach Uyuni angefahren.

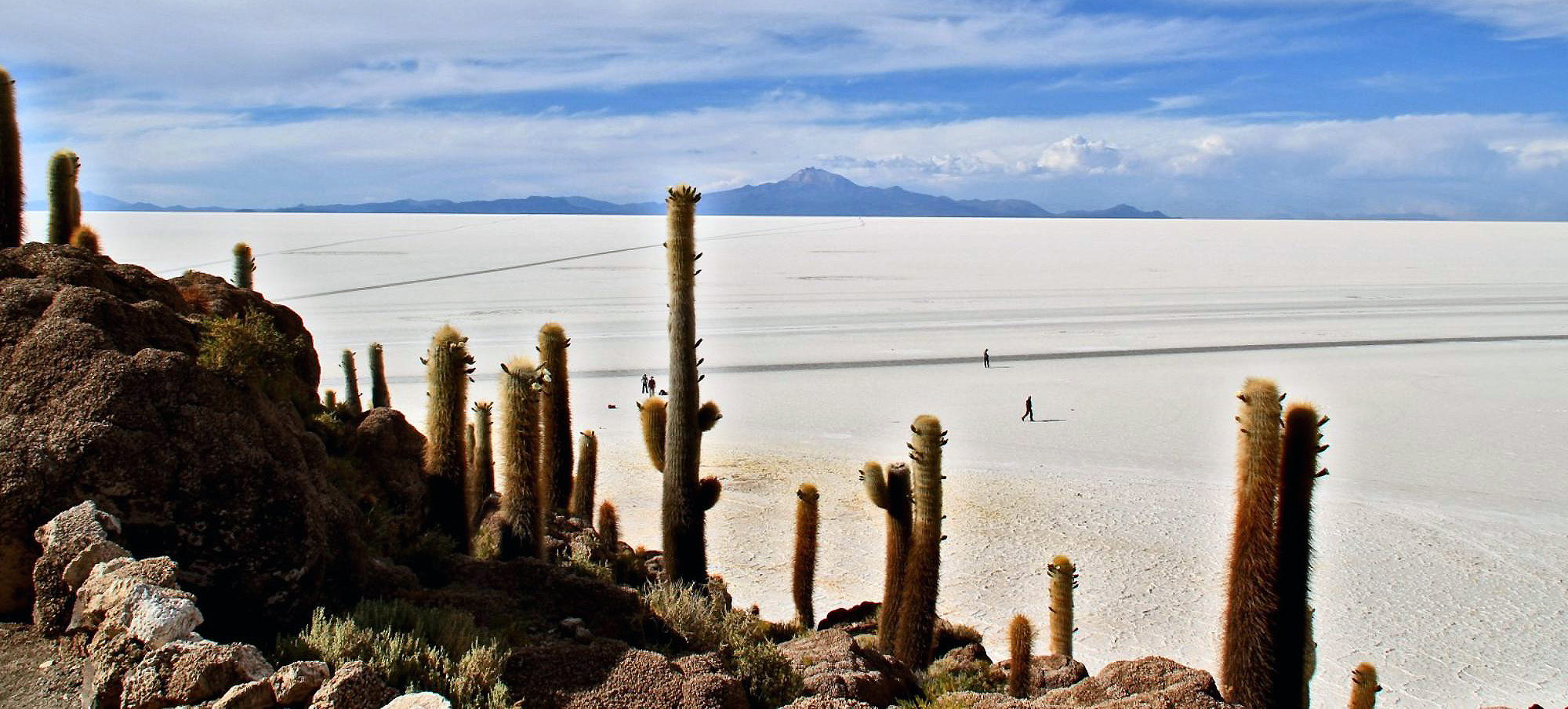
Blick von der Isla Incahuasi auf den Salar de Uyuni